# Julian Vaughn
Julian Vaughn (nacido el 16 de diciembre de 1988 en Fairfax, Virginia) es un jugador de baloncesto estadounidense que pertenece a la plantilla del Stelmet Zielona Góra de la PLK. Con 2,08 metros de estatura, juega en la posición de pívot.

## Trayectoria deportiva

### Universidad
Es un jugador formado entre las universidades de Florida State Seminoles y Georgetown Hoyas. 

### Profesional
Llegó a Europa en 2012 tras no ser drafteado para jugar en las filas del Antwerp Giants.
La temporada siguiente se iría a Grecia para jugar en Keravnos y más tarde, jugaría también en PAOK y KAOD, tras un breve paso por los Indios de San Francisco de Macorís.
En la temporada 2015-16 jugaría en el ČEZ Nymburk .
El Stelmet Zielona Gora ha anunciado el fichaje del pívot para la temporada 2016-17. 